# أن تشول هيوك
أن تشول هيوك (بالإنجليزية: An Chol-Hyok) (مواليد 27 يونيو 1985 في كانغغي) لاعب كرة قدم كوري شمالي يلعب حاليا لصالح نادي ريميونغسو الكوري الشمالي .

## وصلات خارجية
- أن تشول هيوك على موقع الاتحاد الدولي (مؤرشف)  (الإنجليزية)
- أن تشول هيوك على موقع قاعدة بيانات كرة القدم.إي يو (الإنجليزية)
- أن تشول هيوك على موقع ناشيونال فوتبول تيمز (الإنجليزية)
- أن تشول هيوك على موقع عالم كرة القدم.نت (الإنجليزية)